# Chad Ferrin
Chad Ferrin (* 23. März 1973 in Edina, Minnesota) ist ein US-amerikanischer Drehbuchautor, Regisseur und Filmproduzent.

## Leben
Ferrin wuchs auf einer Farm in Minnesota auf. Der Ehemann seiner früheren Babysitterin arbeitete als Filmproduzent, und so bekam Ferrin die Möglichkeit als Produktionsassistent seine ersten Erfahrungen beim Film zu sammeln. Unter anderem wirkte er in dieser Rolle an den Fortsetzungen Halloween VI – Der Fluch des Michael Myers und Hellraiser IV – Bloodline mit. In der Folge arbeitete er mit Lloyd Kaufman für Troma. Troma veröffentlichte auch sein Regiedebüt Unspeakable.
Ferrin ist bei seinen Filmen, die mit einem minimalen Budget gedreht werden, zumeist Regisseur, Drehbuchautor und Produzent in Personalunion. Ähnlich wie auch John Carpenter besetzt Ferrin seine Filme häufig mit denselben Schauspielern. Hierzu zählen unter anderem Bai Ling, Robert Miano und die ehemalige Pornodarstellerin Ginger Lynn. 2022 holte er zudem Cyril O’Reilly zurück vor die Kamera, der seine erfolgreichsten Tage in den frühen 1980er Jahren hatte. Trotz Bugetbeschränkungen gelang ihm vereinzelt die Verpflichtung von bekannten Namen für seine Filme, darunter Michael Paré und Lance Henriksen. Mit Adrienne Barbeau und Roddy Piper konnte er zudem mit Darstellern aus John Carpenters Filmen arbeiten.

## Filmografie (Auswahl)
- 2003: The Ghouls – Cannibal Dead (The Ghouls)
- 2006: Easter Bunny, Kill! Kill!
- 2016: Parasites
- 2018: Attack in LA
- 2019: Exorcism at 60,000 Feet
- 2020: The Deep Ones
- 2021: Night Caller
- 2023: Scalper
- 2025: Ed Kemper